# Mistrovství světa v boxu žen 2014
VIII. mistrovství světa v boxu žen proběhlo v Čedžu, Jižní Korea ve dnech 16. až 24. listopadu 2014. Organizátorem turnaje mistrovství světa byla International Boxing Association (AIBA).

## Česká stopa
Šéftrenérka reprezentace: Eva Líšková, trenér reprezentace: Miroslav Vrba
Na mistrovství světa startovaly za Česko 4 boxerky:
- −48 kg: Vladimíra Malíková (* 1991) z BC Praha
- −54 kg: Lenka Kardová (* 1989) z SKB České Budějovice
- −64 kg: Martina Schmoranzová (* 1987) z SK Boxing Praha
- −69 kg: Ester Konečná (* 1988) z BC Ostrava

## Výsledky
| Ženy   | Zlato                          | Stříbro                         | Bronz                           | Bronz                       |
| ------ | ------------------------------ | ------------------------------- | ------------------------------- | --------------------------- |
| –48 kg | Nazym Kyzajbajová (KAZ)        | Sarjubala Shamjetsabamová (IND) | Chuthamat Raksatová (THA)       | Madoka Wadaová (JPN)        |
| –51 kg | Marlen Esparzaová (USA)        | Elizabeth Whitesideová (ENG)    | Terry Gordiniová (ITA)          | Cleila Costaová (BRA)       |
| –54 kg | Stanimira Petrovová (BUL)      | Marzia Davideová (ITA)          | Ayşe Taşová (TUR)               | Jelena Saveljevová (RUS)    |
| –57 kg | Zinaida Dobryninová (RUS)      | Nesty Peteciová (PHI)           | Tiara Brownová (USA)            | Alessia Mesianová (ITA)     |
| –60 kg | Kathleen Taylorová (IRL)       | Jana Aleksejevna (AZE)          | Jin Ťün-chua (CHN)              | Estelle Mossellyová (FRA)   |
| –64 kg | Anastasija Beljakovová (RUS)   | Sandy Ryanová (ENG)             | Šim Hui-čong (KOR)              | Supaporn Srisondeeová (THA) |
| –69 kg | Atheyna Bylonová (PAN)         | Sa'adat Abdulajevová (RUS)      | Jelena Vystropovová (AZE)       | Erika Guerrierová (FRA)     |
| –75 kg | Claressa Shieldsová (USA)      | Li Čchien (CHN)                 | Nouchka Fontijnová (NED)        | Ariane Fortinová (CAN)      |
| –81 kg | Jang Siao-li (CHN)             | Sweety Booraová (IND)           | Anastasija Černokolenková (UKR) | Elif Güneriová (TUR)        |
| +81 kg | Zenfira Magamedaliyevová (RUS) | Lazzat Kungejbajevová (KAZ)     | Wang Š'-ťin (CHN)               | Emine Bozdumanová (TUR)     |

## Medailová bilance
V boxu se rozdělilo celkem 10 sad medailí.
| Pořadí | Stát              |       | Muži    | Muži  | Muži | Celkem |
| Pořadí | Stát              | Zlato | Stříbro | Bronz |      | Celkem |
| ------ | ----------------- | ----- | ------- | ----- | ---- | ------ |
| 1.     | Rusko (RUS)       |       | 3       | 1     | 1    | 5      |
| 2.     | USA (USA)         |       | 2       | 0     | 1    | 3      |
| 3.     | Čína (CHN)        |       | 1       | 1     | 2    | 4      |
| 4.     | Kazachstán (KAZ)  |       | 1       | 1     | 0    | 2      |
| 5.     | Bulharsko (BUL)   |       | 1       | 0     | 0    | 1      |
| 5.     | Irsko (IRL)       |       | 1       | 0     | 0    | 1      |
| 5.     | Panama (PAN)      |       | 1       | 0     | 0    | 1      |
| 8.     | Anglie (ENG)      |       | 0       | 2     | 0    | 2      |
| 8.     | Indie (IND)       |       | 0       | 2     | 0    | 2      |
| 10.    | Itálie (ITA)      |       | 0       | 1     | 2    | 3      |
| 11.    | Ázerbájdžán (AZE) |       | 0       | 1     | 1    | 2      |
| 12.    | Filipíny (PHI)    |       | 0       | 1     | 0    | 1      |
| 13.    | Turecko (TUR)     |       | 0       | 0     | 3    | 3      |
| 14.    | Francie (FRA)     |       | 0       | 0     | 2    | 2      |
| 14.    | Thajsko (THA)     |       | 0       | 0     | 2    | 2      |
| 16.    | Brazílie (BRA)    |       | 0       | 0     | 1    | 1      |
| 16.    | Kanada (CAN)      |       | 0       | 0     | 1    | 1      |
| 16.    | Japonsko (JPN)    |       | 0       | 0     | 1    | 1      |
| 16.    | Nizozemsko (NED)  |       | 0       | 0     | 1    | 1      |
| 16.    | Jižní Korea (KOR) |       | 0       | 0     | 1    | 1      |
| 16.    | Ukrajina (UKR)    |       | 0       | 0     | 1    | 1      |
| Celkem | Celkem            |       | 10      | 10    | 20   | 40     |